# Lactobacillus catenaformis
Lactobacillus catenaformis è una specie di batterio appartenente alla famiglia delle Lactobacillaceae.